# Кузьменки (Решетиловский район)
Кузьменки (укр. Кузьменки) — село,
Кукобовский сельский совет,
Решетиловский район,
Полтавская область,
Украина.
Код КОАТУУ — 5324281409. Население по переписи 2001 года составляло 6 человек.

## Географическое положение
Село Кузьменки находится на правом берегу реки Ольховатая Говтва,
выше по течению на расстоянии в 0,5 км расположено село Коломак,
ниже по течению на расстоянии в 1 км расположено село Кукобовка.
Река в этом месте извилистая, образует лиманы, старицы и заболоченные озёра.

## Происхождение названия
На территории Украины 3 населённых пункта с названием Кузьменки.